# Санаваллат
Санавалла́т или Санбаллат (точнее Син-убаллит) — главный руководитель самаритян во времена Ездры и Неемии.

## Библейская история
Санаваллат был родом из эфраимского города Бет-Хорон, поэтому он обычно называется хоронитом. Некоторые критики вместо «хорони» читают «харани» и полагают, что Санаваллат был выходцем из месопотамского города Харран, но это мнение не обосновано. Другие же полагают, что он был родом из моавитского города Хоронаим, но в таком случае Неемия называл бы его моавитянином, как он называет другого своего врага, Товию, аммонитянином.
Неемия выставляет его врагом иудеев и личным своим врагом. Главным образом, Санаваллат всеми силами старался помешать укреплению Иерусалима, видя в этом залог самостоятельного развития иудейской общины. Уже первое появление Неемии в Иерусалиме вызвало недовольство Санаваллата и его союзника Товии. Неемия обобщает это отношение и говорит, что их сердило уже одно то, что нашёлся человек, решившийся работать на благо «сынов Израилевых» (Неем. 2:10). Узнав, что цель прибытия Неемии — восстановление городской стены Иерусалима, Санаваллат и его товарищи иронически говорили иудеям: «Уж не против ли персидского царя вы думаете восстать?» Им, очевидно, это намерение казалось неосуществимым. Но, когда они увидели, что постройка стены быстро заканчивается, Санаваллат со своими сторонниками во главе сговорились с аравитянами, аммонитянами и ашдодитами напасть на Иерусалим и уничтожить всё. Этот план благодаря быстрым и решительным мерам, предпринятым Неемией, не удался.
Однако Санаваллат, по-видимому, успел завязать тесные сношения даже с весьма влиятельными лицами в Иерусалиме. Один из сыновей священника Иоиады, сына первосвященника Елиашива, женился на его дочери. В итоге Неемия изгнал его из Иерусалима (Неем. 13:28).

## Другие источники

### Иосиф Флавий
В 11 книге, 7 главе «Иудейских древностей» Иосиф Флавий пишет, что Санаваллат был хуфийцем. Персидский царь Дарий (видимо, Дарий III) послал его в Самарию в качестве своего сатрапа. Здесь Санаваллат выдал свою дочь Никасо за Манассию, сына Иоанна, сына Элиашива.

### Элефантинские папирусы
Санаваллат (Синмубаллит) упоминается в Элефантинских папирусах, как наместник Самарии. К его сыновьям Делайи и Шелемии жители колонии обратились с просьбой о помощи в восстановлении храма в их городе.